# Крутезний
КРУТЕЗНИЙ (англ. AWESOM-O) - 5 епізод 8 сезону (#116) серіалу «Південний парк», прем'єра якого відбулася 14 квітня 2004 року. Цей епізод увійшов у DVD South Park The Hits: Volume 1.

## Краткий опис
Картман прикидається роботом, щоб вивідати секрети Батерса, а потім висміяти його. Раптово з'ясовується, що Батерс сам знає одну з найстрашніших таємниць Еріка. І Ерік намагається вивідати цю таємницю та потрапляє спочатку до сценаристів, а потім до армії де його хотят вбити.

## Відсилки
- Назва AWESOM-O є відсилкою на японського робота ASIMO.

- Сцена, коли військовий вимагає від вченого перепрограмувати робота на військові цілі, а вчений стверджує, що робот живий, обігрує основну ідею фільму «Коротке замикання».

- 2 назви фільмів з Адамом Сендлером, сюжет яких складає ШИКАРН-О — Puppy Love і Punch-Drunk Billionaire — пародують назву та сюжет реальних фільмів з Сендлером: «Мільйонер мимоволі» та «Кохання, що збиває з ніг». Останній із вигаданих Картманом сюжетів - про Сендлера, який потрапляє на безлюдний острів і закохується в кокос відсилає до фільму «Ізгою» зТомом Хенксом.

## Виробництво
Згідно з DVD-коментарем, вихідним поштовхом для створення сюжету серії стала ідея Метта Стоуна, в якій Картман вимовляє «lame» (укр. відстій) голосом робота. Цей епізод був рекордним у всьому серіалі з «компактності» виробництва (робота над ним зайняла лише 3 дні) до виходу епізоду 2016 року "О Боже!", який фактично було створено за кілька годин.